# Stéphane Courtois
Stéphane Courtois (* 25. studenog 1947.) francuski je povjesničar.

## Život
Courtois je tijekom ranih 1970-ih godina bio militantni maoist. 
Kao Directeur de Recherche (Direktor istraživanja) na Sveučilištu Paris Nanterre od 1982. je suosnivač i urednik znanstvenog časopisa Communism.
Courtois je izdavač knjige Crna knjiga komunizma.